# Navars
Navars (oficialment Navàs) és una vila situada en un extens pla, al marge dret del riu Llobregat, a l'extrem est del municipi del mateix nom i a una distància de 23 km respecte al centre de Manresa i de 25 km respecte al centre de Berga. La vila té una configuració urbana moderna i espaiosa amb una trama urbana reticular i quadriculada. Anteriorment aquest municipi s'havia anomenat Castelladral.

## Topònim
La primera forma escrita del topònim del municipi és Nabares (segle ix), que potser significa "poblat de navarresos". Actualment, Navàs és el topònim oficial, però l'Institut d'Estudis Catalans ha defensat sempre la forma Navars.

## Geografia
- Llista de topònims de Navars (Orografia: muntanyes, serres, collades, indrets..; hidrografia: rius, fonts...; edificis: cases, masies, esglésies, etc).

El municipi de Navars és el segon més gran en extensió de la comarca del Bages. Els seus 80,6 km² s'estenen de riu a riu per l'ample interfluvi Llobregat - Cardener, al sector nord de la comarca, en contacte amb el Berguedà. És drenat a llevant pel Llobregat, que li fa de frontera amb el municipi veí de Gaià; pel cantó de ponent el terme ultrapassa el Cardener i s'enfila per la serra de les Garrigues, on assoleix la màxima altitud: el puig de Comabella (664 metres). L'extens territori és solcat per les rieres de Valldeperes, d'Hortons, de Tordell (o de Sant Cugat), afluents de l'esquerra del Cardener, i la riera del Mujal, tributària per la dreta del Llobregat. La serra de Castelladral constitueix el sistema central del terme i també la cota més alta (711 metres). En paral·lel a la serra de Castelladral, al sector occidental del terme, hi ha la baga Negra, bosc prop del Cardener.
Els nuclis que s'inclouen dins del municipi són Navars (cap de municipi), el Mujal, Sant Cugat del Racó, Castelladral, Valldeperes, el Palà de Torroella i Sant Salvador de Torroella. Fins a l'any 2002, la Colònia Valls de Torroella també formava part del municipi de Navars; actualment però és del municipi de Sant Mateu de Bages.
| Entitat de població        | Habitants (2024) |
| Navàs                      | 5.804            |
| el Palà de Torroella       | 203              |
| el Mujal                   | 61               |
| Castelladral               | 57               |
| Sant Cugat del Racó        | 30               |
| Sant Salvador de Torroella | 20               |
| Valldeperes                | 8                |
| Font: Idescat              |                  |

### Municipis limítrofs
| Viver i Serrateix                                   | Viver i Serrateix           | Puig-reig |
| Cardona, Sant Mateu de Bages i Pinós (al Solsonès). | Rosa dels vents             | Gaià      |
| Sant Mateu de Bages                                 | Súria i Castellnou de Bages | Balsareny |

### Orografia
- Serrat del Girald 434,3 m. 41° 53′ 12.45″ N, 1° 52′ 11.10″ E / 41.8867917°N,1.8697500°E (frontera amb Balsareny)

## Història[6]
Fins a l'any 1960, el municipi s'anomenava Castelladral, ja que prenia el nom del principal nucli del terme municipal. L'extraordinari desenvolupament del barri riberenc de Navars, el qual ni tan sols constava al nomenclàtor de 1857, feu que primer s'hi instal·lessin els serveis municipals i, després, que se'n canviés el nom. L'origen del topònim de Navars es remunta al 982, quan s'esmenta l'alou anomenat Nabares. Una butlla del papa Sergi IV torna a parlar de l'alou Nabars i la riera de Navarons. Una explicació, massa ingènua, de l'etimologia del topònim Navars diu que ve de l'expressió "anar a baix". De fet, sembla que el nom és d'origen preromà, segurament bascoide.

## Població i economia[6]
La població i el poblament mostren un ritme demogràfic molt diferent. Mentre que els nuclis riberencs, nascuts a conseqüència de l'aprofitament industrial dels rius al final del segle xix, han experimentat un creixement extraordinari, els pobles i els masos de l'interfluvi muntanyós són un exemple de despoblament continu. Només resten algunes famílies de propietaris rurals, mentre que les masoveries han quedat pràcticament desertes.
El terme és ocupat majoritàriament per boscos, brolles, pinedes de pi blanc i de pinassa que progressivament han anat colonitzant les vinyes que hom abandonà al final del segle xix. Les pagesies han basat llur economia en l'explotació agropecuària. Allò que en altres temps foren tines i cellers, exigits per la intensa producció vitícola, ara són corts, sitges i estables per al bestiar. Els principals conreus són el blat, l'ordi, el blat de moro i la vinya. Durant la dècada del 1980 es va estendre la ramaderia, sobretot la cria de porcs.
La principal base econòmica del terme és la indústria, principalment tèxtil,malgrat els successius tancaments. Durant els primers 30 anys del segle xx, el poble inicià la seva etapa industrial. Una de les primeres fàbriques tèxtils que s'instal·là al municipi al final del segle xix fou la de la família Forcada, que el 1918 prengué el nom de Filatures Forcada. L'empresa, que fou la impulsora de l'arribada de subministrament de l'enllumenat elèctric i d'aigua potable al terme, tancà a la meitat de la dècada del 1990. Una segona empresa tèxtil fou la que el 1922 establí Marià Graells, amb el nom de Fàbrica Nova, que el 1930 passà a mans dels germans Vidal i funcionà com a empresa dependent de la colònia Cal Vidal de Puig-reig fins a l'any 1968. Altres fàbriques foren la Colònia del Palà Vell, del Palà Nou (actualment dins el municipi de Sant Mateu de Bages) i la Mas Molas, totes tancades.

## Llocs d'interès

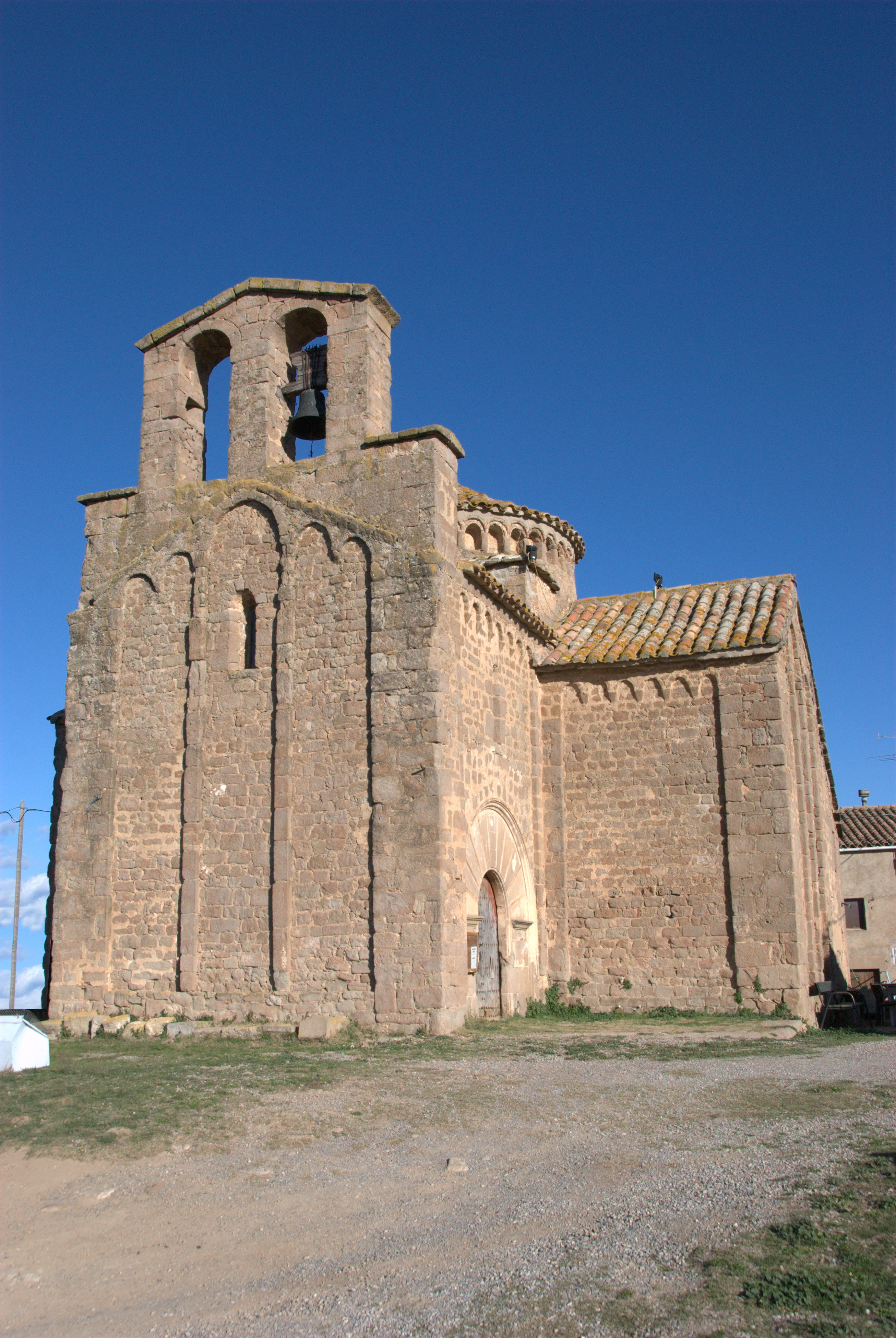
Església de Sant Cugat del Racó

## Llocs d'interès[7]

### Sant Cugat del Racó
Aquesta església és el monument més destacat del municipi i una joia del romànic català. Es localitzaren restes de l'edifici preromànic del segle x. L'església actual és del segle xi.
És una construcció força ben conservada del segle xi, de planta de creu grega i cimbori circular, característiques que la fan única a Catalunya. Situada en un turó enlairat prop del poble de Castelladral té una vista esplèndida d'horitzons molt amplis, en un entorn de boscos i pagesies escampades.

### Plaça de l'Ajuntament

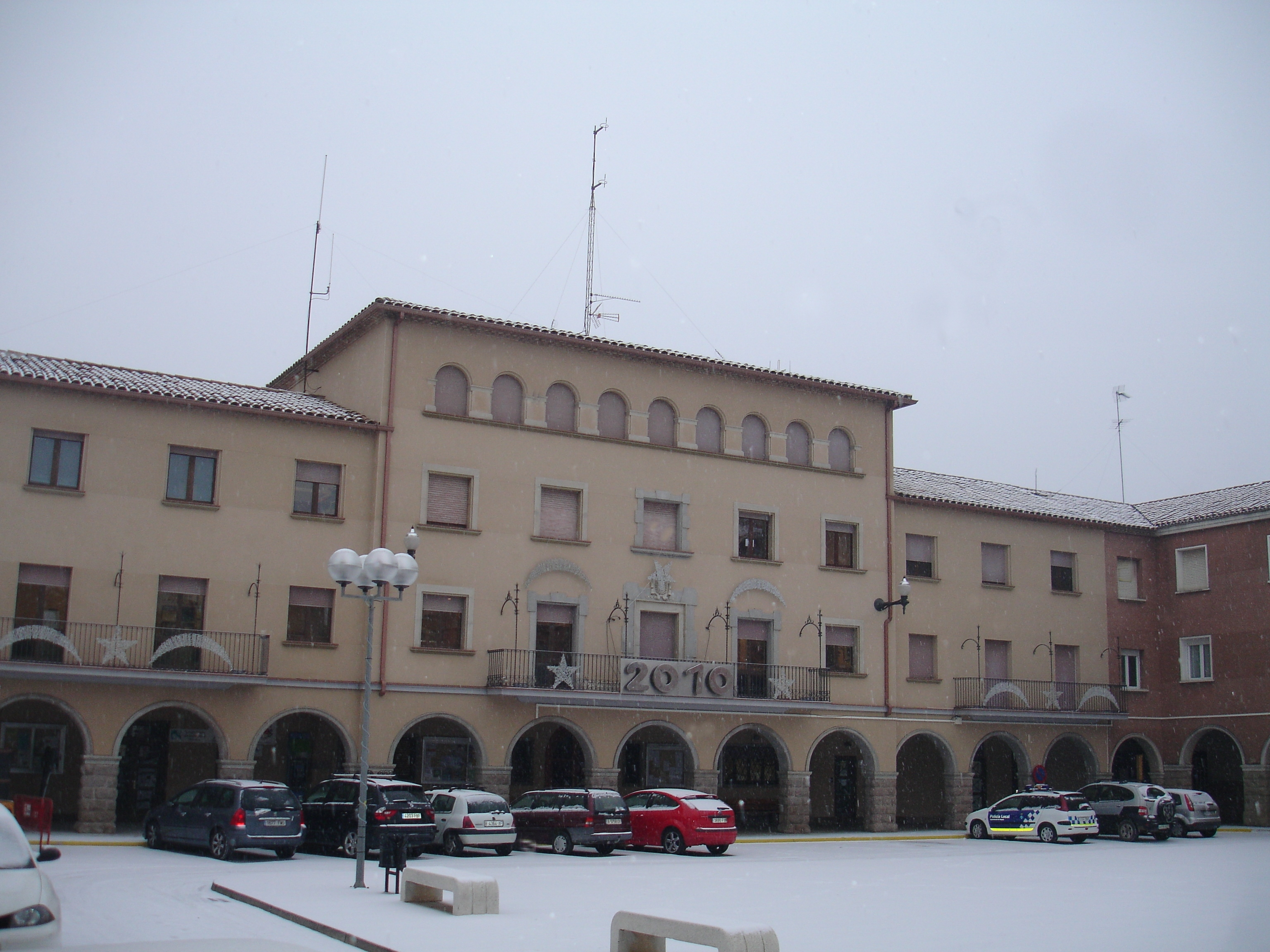
Plaça de l'Ajuntament de Navars

Plaça porxada que acull l'edifici consistorial, construït l'any 1957.
El 1978 es va inaugurar la urbanització definitiva, amb bancs, zones enjardinades i la font lluminosa, dissenyada per l'equip de Carles Buïgas. Amb motiu de la passada festa major de l'any 2009, es va rehabilitar l'enllumenat de la font.
Cal destacar que actualment la plaça no es troba del tot tancada perquè falta edificar-ne el costat nord.
Aquest espai ha esdevingut un dels punts emblemàtics del poble, és el lloc on se celebra el gros dels actes que es realitzen a l'aire lliure al poble de Navars.

### Església parroquial de la Sagrada Família de Navars

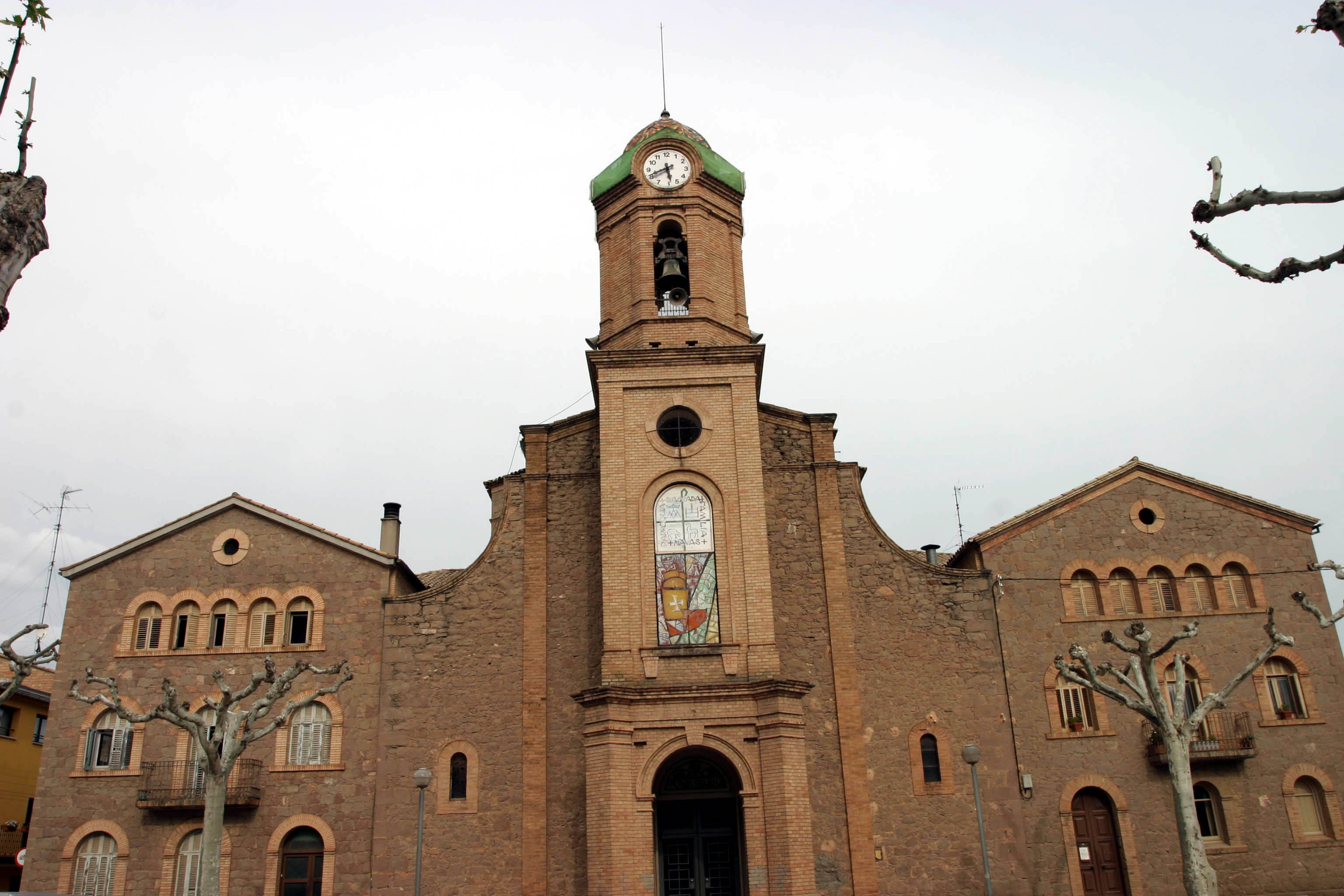
Església parroquial de la Sagrada Família de Navars

Erigida l'any 1897. Originàriament el seu interior era d'estil neoclàssic, però després dels incendis de 1934 i 1936 es reformà, ampliant-la per la capçalera.
En destaca la imponent cúpula i el seu característic campanar, dels anys 1928-31, obra de l'arquitecte modernista Bernadí Martorell i les pintures murals de Joan Baptista Torras i Vives, fetes en els anys 1950 i 1960.

### Santa Fe de Valldeperes
L'església de Santa Fe de Valldeperes apareix documentada des de 1139 com Santa Fe de "Vall de Peres". La capella respon a l'esquema, tan generalitzat dins de l'àmbit rural, d'una nau amb absis.
L'edifici només es pot considerar romànic en part, ja que l'estructura original va ser alterada posteriorment amb la incorporació de capelles laterals (la de la dreta, anomenada del migdia, va ser acabada l'any 1658; la de l'esquerra no té cap inscripció que pugui datar la seva finalització), amb la construcció de la nau i de l'absis i amb la remodelació del mur frontal.
S'hi conserven dos interessants retaules barrocs del segle XVII: el del Roser, amb un conjunt de teles pintades, i el de Sant Isidre i Sant Galderic, els dos patrons que ha tingut la pagesia catalana.

### Sant Genís de Masadella
A uns tres quilòmetres de Navars, seguint la carretera cap a Serrateix, es troba aquesta capella. En altre temps havia estat l'església dels masos del pla de Navars i avui és particular del mas Sant Genís. És un edifici romànic del segle xii, molt transformat; cal destacar-ne la porta originària.

### Església de Sant Miquel de Castelladral

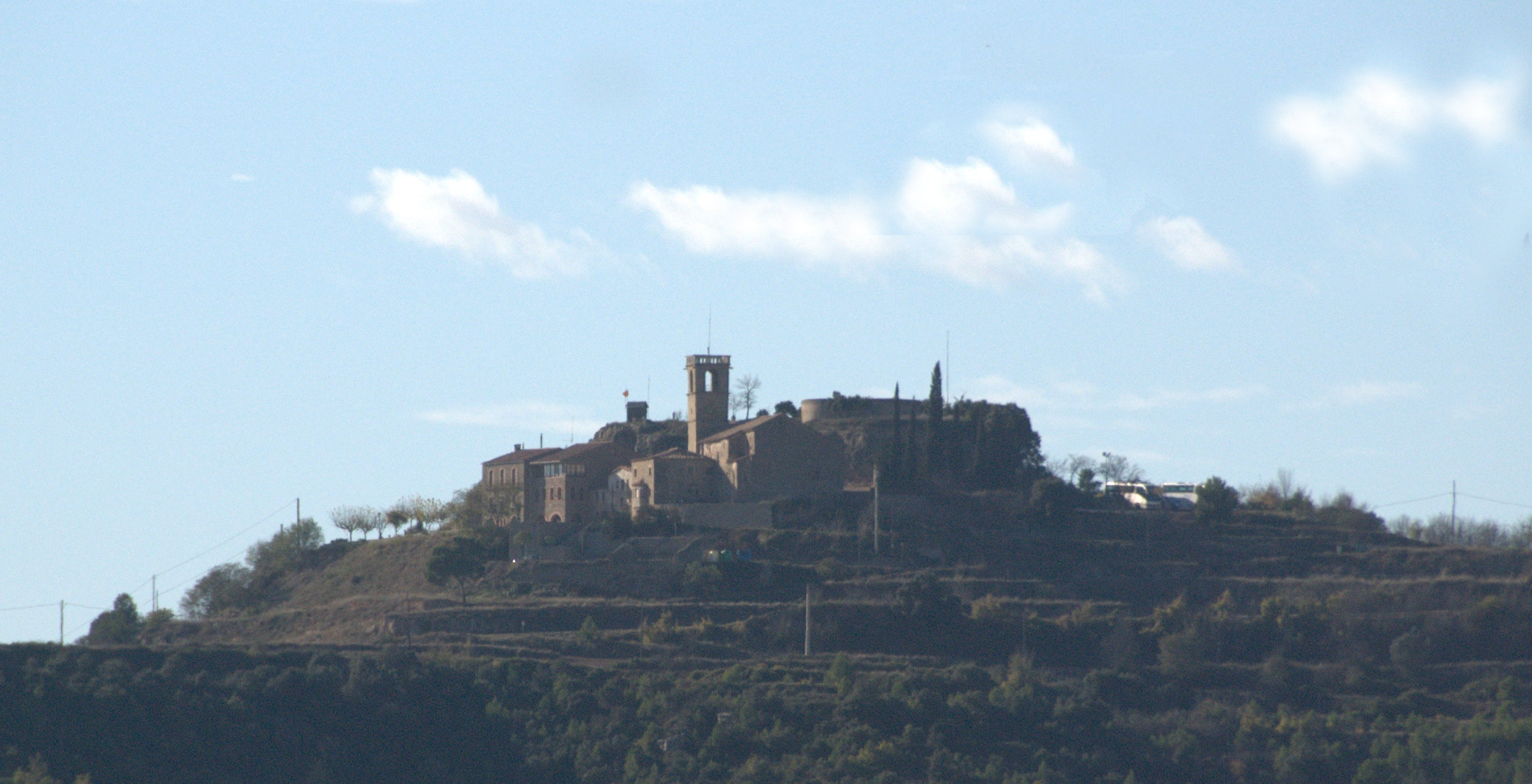
Nucli de Castelladral

Aquesta església és fruit de dues èpoques; es tracta d'un edifici romànic del segle xi profundament transformat a principis del segle xvii.
La major part de les parets exteriors són romàniques; en destaquen unes arcuacions llombardes a migdia. Per dins és d'estil gòtico-renaixentista.
A mitjan segle xviii s'aixecà el seu campanar.

### Passeig de Ramon Vall

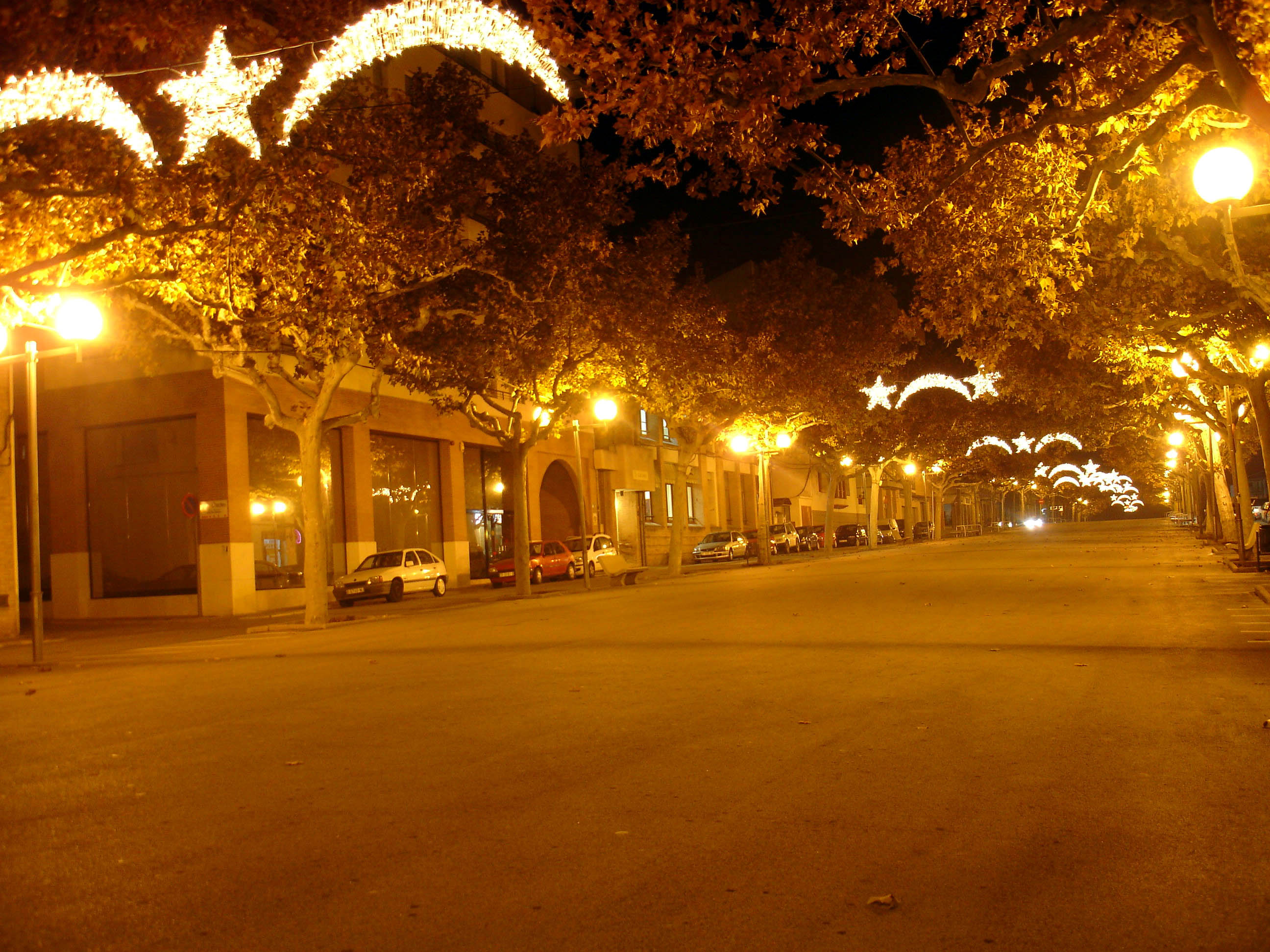
Passeig Ramon Vall de Navars

Aquesta àmplia artèria és un dels espais emblemàtics de la població. Fou projectat ja el 1911 per Pau Duarri amb una clara visió de futur. Ha estat sempre l'escenari de la Fira de Primavera.

### Monument a Gaudí
La plaça Antoni Gaudí va ser inaugurada el juliol del 2002 i va suposar l'ordenació urbanística de la zona sud del passeig de Ramon Vall i rodalia.
Aquesta obra es va culminar amb la inauguració, el maig del 2003, del monument dedicat al genial arquitecte, en commemoració del 150 anys del seu naixement.
És un monument que recull els trets més importants de l'obra d'Antoni Gaudí: un banc de forma circular que fa la funció de recipient per a un petit estany amb un petit sortidor central.
Damunt hi ha una cúpula, realitzada amb la tècnica de l'arc catenari, recoberta de trencadís de colors blau i blanc, fent un degradat.
La part superior té una teiera de ferro amb una flama de foc encesa.
L'autor del projecte ha estat Ramon Espel Rosell.

## Festivitats[8]
- Patge dels Reis (finals de desembre - 1r de gener). Tres patges reials arriben al Casal Sant Genís per rebre les cartes dels infants.

- Cavalcada dels Reis (5 de gener). És una festa de gran tradició a Navars; l'actual cavalcada data del 1946. La comitiva està formada per més d'un centenar de persones voluntàries. Després d'una petita cercavila, es fa la rebuda popular a la plaça de l'Església. Cal destacar la banda i la figura dels repartidors, que reparteixen els regals casa per casa.

- Carnestoltes reganser (últim cap de setmana de febrer). Organitzat per l'associació juvenil Joves Actius, aquest carnestoltes és el més reganser (paraula pròpia del vocabulari navassenc que significa "darrer") del Bages. L'endemà se celebra el carnestoltes infantil.

- Festa de l'Arrossada de Castelladral (segon diumenge de març)

- Caramelles (Pasqua). La Societat Coral Cantaires Navassencs forma un grup amb joves i gent gran, mentre que l'Escola Municipal de Música juntament amb l'Esbart DansaJove combinen cantades i ballades.

- Caminada Popular (diumenge abans de la Fira de Primavera). Els participants recorren uns 15 km pels voltants del poble. Organitzada pel Centre Excursionista de Navàs des de l'any 1987.

- Fira de Primavera (segon diumenge després de Pasqua). La primera edició tingué lloc el 1933 i des del 1967 passà a ésser una moderna exposició de mostres dels sectors industrial, serveis i agrícola. S'instal·la al Pg. Ramon Vall i abans també a l'espai cobert de la Pista Sant Jordi. L'Ajuntament l'organitza per mitjà d'una Comissió. El consistori i les entitats navassenques hi exhibeixen les seves activitats i projectes. Durant la Fira i la setmana anterior hi ha programades diverses activitats culturals i recreatives.

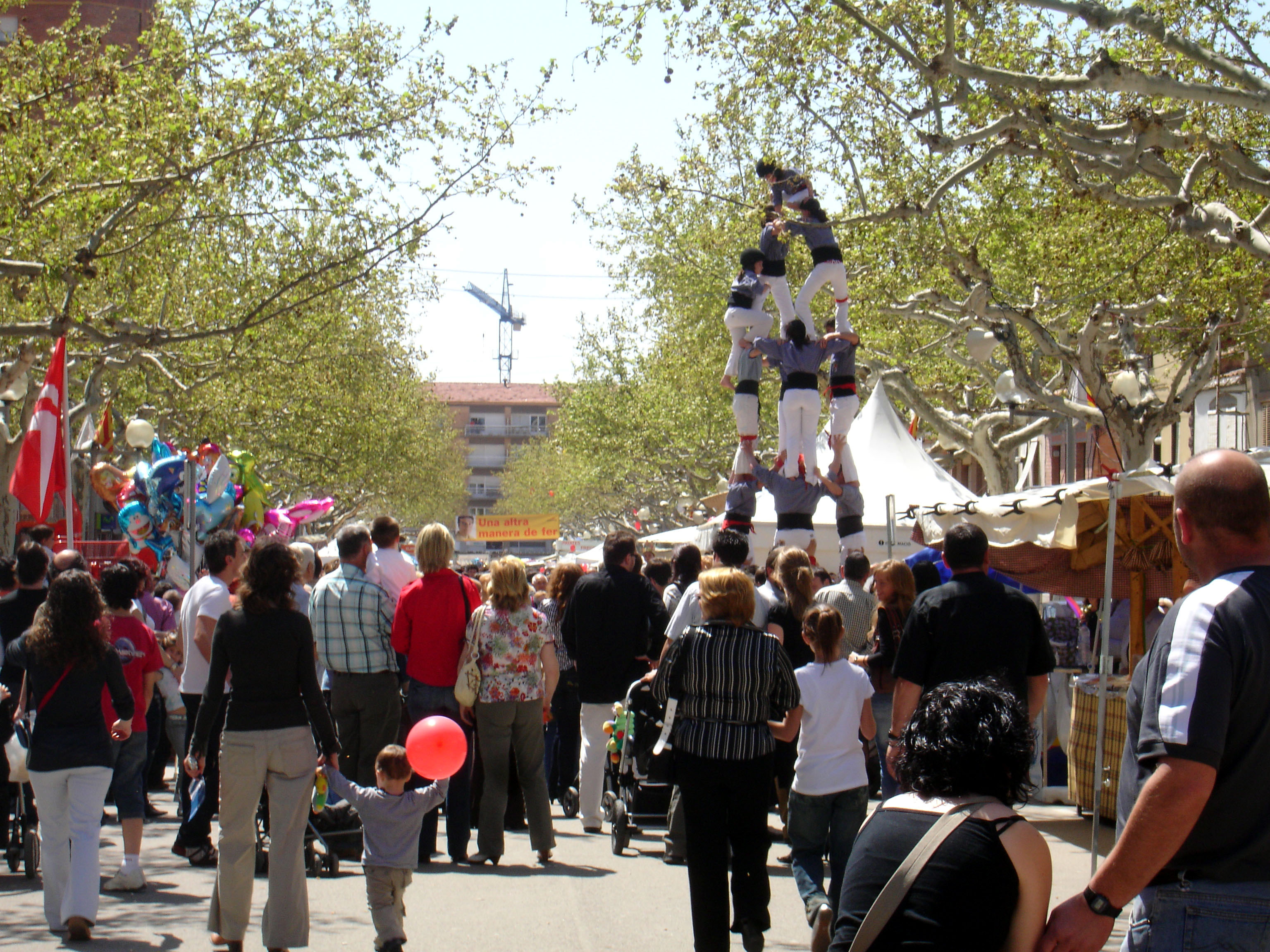
Instantània de la Fira de Primavera de Navars

- Festa Major de Castelladral (primer diumenge de maig)

- Marxa Romànica de Resistència (mitjans de maig). Organitzada pel Centre Excursionista de Navàs des del 1988, amb un recorregut de 80 km que connecta 21 esglésies romàniques a l'entorn de Navars.

- Festa de Sant Joan (24 de juny). Iniciada l'any 1981 per l'Agrupació Sardanista de Navàs, es va a cercar la flama al Canigó (amb el Centre Excursionista) per encendre les fogueres del poble. A més s'entrega el Premi Flama, guardó creat el 1984 per a reconèixer les persones i entitats que s'han distingit pel seu treball en pro de la cultura navassenca (des de l'any 2007, el guardonat es fa càrrec del pregó de la Festa Major).

- Festa Major del Palà de Torroella (diumenge més pròxim al 21 de juliol, Sant Llorenç de Brindisi)

- Revetlla de St. Jaume al Barri Bonavista (dissabte més pròxim al 25 de juliol, Sant Jaume)

- Festa Major de St. Cugat del Racó (diumenge més pròxim al 25 de juliol, Sant Cugat)

- Festa Major de Navars (diumenge més proper al 25 d'agost, Sant Genís). És la festa grossa del poble de Navars, durant una setmana diversos actes fan del poble una festa. Els principals actes es fan a la Plaça de l'Ajuntament. Durant una setmana hi ha programats actes molt variats i per a tots els públics. Els més tradicionals són la proclamació de la Pubilla i Dames d'Honor (des del 1968) i de l'Hereu i els Fadrins (ambdues proclamacions es realitzen el Dissabte de Festa Major), i els balls de Bastoners, Cascavells, Nans i Gegants de Navars (el Diumenge de Festa Major, a la sortida de la missa).

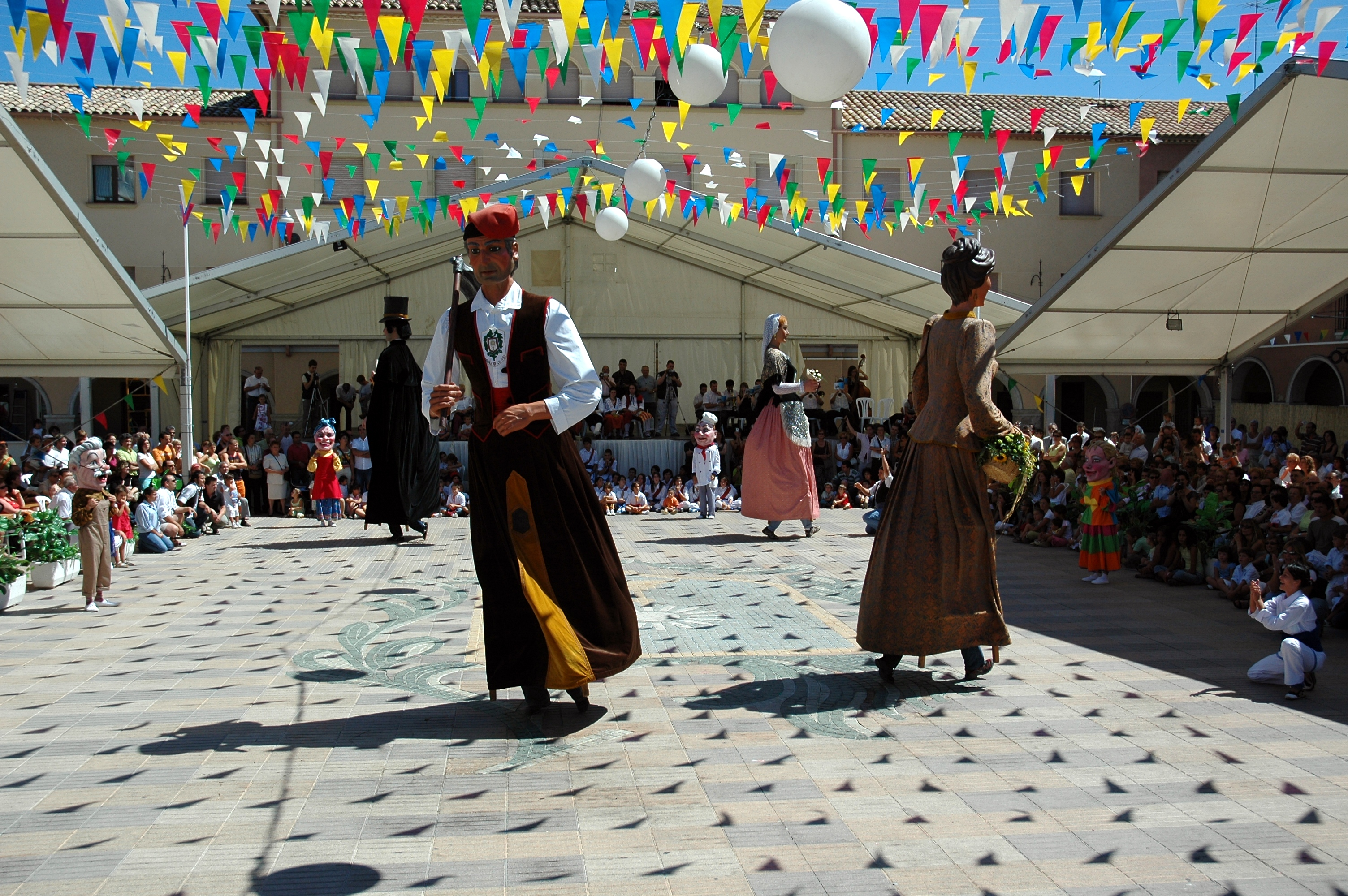
Ball dels Gegants i els Nans

- Festa Major del Mujal (diumenge més pròxim al 14 de setembre, Exaltació de la Santa Creu)

- Festa del Barri de Cal Miquel (Diumenge més proper al 29 setembre, Sant Miquel). Es va començar a organitzar l'any 1972. Cal destacar l'escala en Hi-Fi, en què hi participen la major part de la canalla del barri.

- Fira de Tardor i d'Artesania (tercer diumenge d'octubre). És tan antiga com la de Primavera. L'aspecte de més interès és la Fira d'Artesania.

- Concurs Nacional de Cinema Amateur i de Vídeo (Novembre). Foto Film Navàs organitza aquest concurs des del 1978. El trofeu és el Campanar, reproducció en ceràmica del que hi ha al poble.

- Festa de la Púríssima (8 de desembre). S'enlairen globus amb una felicitació a la Mare de Déu. És una tradició molt típica de Navars, que arrenca de 1957 i aplega una munió d'infants.
- Fira del Regal (tercer dissabte de diumenge)

- Tió de Nadal (24 de desembre)

- Pessebre Vivent (24 de desembre). Organitzat per l'Agrupament Escolta Ali Bei, es realitza a la Plaça de la Sagrada Família i els carres del voltant a la sortida de la Missa del Gall. Es representa des del 1977.

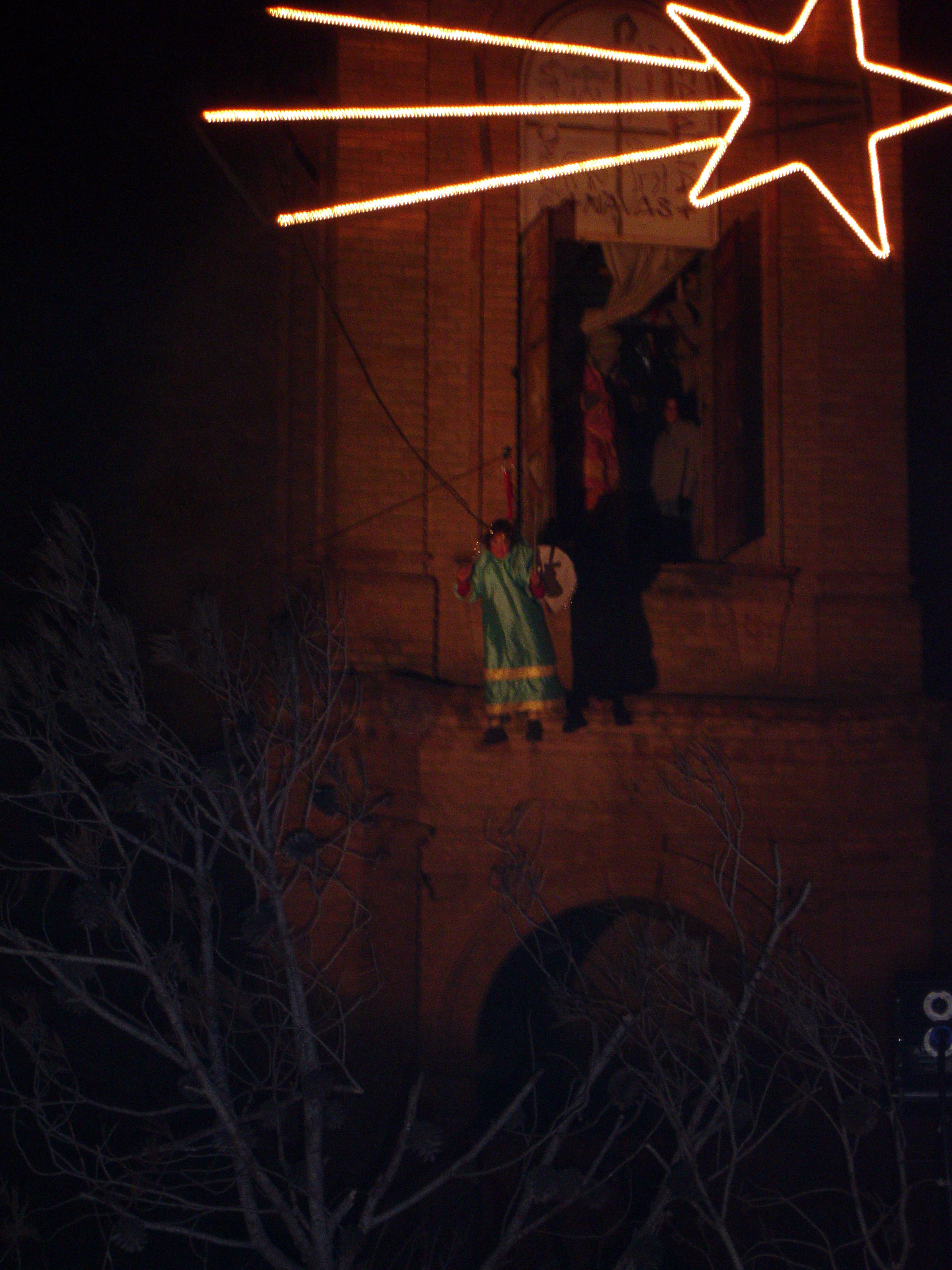
Escena del Pessebre vivent de Navars

- Nadal (25 de desembre). Concurs de Pessebres casolans i artístics; és una tradició començada el 1943 per la Parròquia. A la nit, al Pavelló Municipal d'Esporta se celebra el Ball de Nadal.

- Cap d'Any (31 de desembre). Ball al Pavelló Municipal d'Esports.

## Demografia[9]
| 1497 f | 1515 f | 1553 f | 1717 | 1787 | 1857  | 1877  | 1887  | 1900  | 1910  |
| ------ | ------ | ------ | ---- | ---- | ----- | ----- | ----- | ----- | ----- |
| 36     | 36     | 55     | 368  | 811  | 1.197 | 1.071 | 1.154 | 1.418 | 1.795 |

| 1920  | 1930  | 1940  | 1950  | 1960  | 1970  | 1981  | 1990  | 1992  | 1994  |
| ----- | ----- | ----- | ----- | ----- | ----- | ----- | ----- | ----- | ----- |
| 2.672 | 3.024 | 3.407 | 3.514 | 4.068 | 5.036 | 5.229 | 5.473 | 5.598 | 5.598 |

| 1996  | 1998  | 2000  | 2002  | 2004  | 2006  | 2008  | 2010  | 2012  | 2014  |
| ----- | ----- | ----- | ----- | ----- | ----- | ----- | ----- | ----- | ----- |
| 5.812 | 5.792 | 5.722 | 5.600 | 5.658 | 5.810 | 6.133 | 6.194 | 6.145 | 6.117 |

| 2016  | 2018  | 2020  | 2022  | 2024  | 2026 | 2028 | 2030 | 2032 | 2034 |
| ----- | ----- | ----- | ----- | ----- | ---- | ---- | ---- | ---- | ---- |
| 6.045 | 6.023 | 6.018 | 6.018 | 6.185 | -    | -    | -    | -    | -    |

El 2002 es va segregar la Colònia Valls per agregar-se a Sant Mateu de Bages.

## Navassencs il·lustres
- Antoni Deig i Clotet, Bisbe de Menorca del 1977 al 1990 i Bisbe de Solsona del 1990 al 2001
- Estanislau Basora i Brunet, exfutbolista
- Josep Maria Castella i Molins, compositor i organista
- Llibert Fortuny, compositor i saxofonista
- Martí Guixé, dissenyador gastronòmic
- Joan Manuel González Corominas Pedregà, pilot de quads
- Josep Manzano i Cererols, expilot de trial
- Jordi Simón Casulleras, exciclista professional
- Salva Arco, jugador de bàsquet professional
- Jaume Gubianas i Escudé, il·lustrador
- Valentí Gubianas i Escudé, il·lustrador
- Carles Pachon, baríton[10]
- Jordi Puig Batlló, fotògraf creatiu que pertany al projecte Koalitic[11]
- Arnau Puig Batlló, fotògraf creatiu que pertany al projecte Koalitic[11]
- Eduard Freixa, violinista[12]

## Política
| Període     | Alcalde o alcaldessa                                | Partit polític | Data de possessió | Observacions                                                                               |
| ----------- | --------------------------------------------------- | -------------- | ----------------- | ------------------------------------------------------------------------------------------ |
| 1979–1983   | Jaume Pons Serrat                                   | Independents   | 19/04/1979        | --                                                                                         |
| 1983–1987   | Josep Sifres Molina                                 | CIU            | 28/05/1983        | --                                                                                         |
| 1987–1991   | Claudi Plans Sabata                                 | CIU            | 30/06/1987        | --                                                                                         |
| 1991–1995   | Jaume Pons Serrat                                   | Independents   | 15/06/1991        | --                                                                                         |
| 1995–1999   | M. Àngels Estruch Carbonell                         | CIU            | 17/06/1995        | --                                                                                         |
| 1999–2003   | M. Àngels Estruch Carbonell                         | CIU            | 03/07/1999        | --                                                                                         |
| 2003–2007   | M. Àngels Estruch Carbonell                         | CIU            | 14/06/2003        | --                                                                                         |
| 2007–2011   | M. Àngels Estruch Carbonell / Josep Oliva Santiveri | CIU            | 16/06/2007        | --                                                                                         |
| 2011–2015   | Jaume Casals Ció "Tai"                              | CUP            | 11/06/2011        | --                                                                                         |
| 2015–2019   | Jaume Casals Ció "Tai"                              | CUP            | 13/06/2015        | --                                                                                         |
| 2019-2023   | Genís Rovira Barat / Salvador Busquets Gubianas     | CUP / ERC      | 15/06/2019        | Genís Rovira Barat renuncia temporalment (2 anys) a l’alcaldia per malaltia el 26/10/2019. |
| Des de 2023 | Jaume Casals Ció "Tai"                              | CUP            | 17/06/2023        | --                                                                                         |

### Resultats de les eleccions municipals del 2023
El cens fou de 4 632 persones amb una participació del 58,26 % i una abstenció del 41,73 %. Els vots totals emesos foren 2 699.
| Candidatura                                   | Vots | % vots  | Regidors |
| --------------------------------------------- | ---- | ------- | -------- |
| Candidatura d'Unitat Popular (CUP-AMUNT)      | 999  | 38,02 % | 5        |
| Esquerra Republicana de Catalunya (ERC-AM)    | 745  | 28,35 % | 4        |
| Partit dels Socialistes de Catalunya (PSC-CP) | 459  | 17,47 % | 2        |
| Junts per Navàs (JxNAVÀS)                     | 348  | 13,24 % | 2        |
| Vots en blanc                                 | 76   | 2,89 %  | --       |
| Vots nuls                                     | 72   | 2,66 %  | --       |

### Resultats de les eleccions municipals del 2019
El cens fou de 4 611 persones amb una participació del 72,18 % i una abstenció del 27,82 %. Els vots totals emesos foren 3 328.
| Candidatura                                   | Vots | % vots  | Regidors |
| --------------------------------------------- | ---- | ------- | -------- |
| Candidatura d'Unitat Popular (CUP-AMUNT)      | 1170 | 35,62 % | 5        |
| Esquerra Republicana de Catalunya (ERC-AM)    | 1167 | 35,53 % | 5        |
| Partit dels Socialistes de Catalunya (PSC-CP) | 580  | 17,66 % | 2        |
| Junts per Navàs (JxNAVÀS)                     | 277  | 8,43 %  | 1        |
| Vots en blanc                                 | 91   | 2,77%   | --       |
| Vots nuls                                     | 43   | 1,29%   | --       |

### Resultats de les eleccions municipals del 2015[14]
| Candidatura                          | Vots | % vots | Regidors |
| ------------------------------------ | ---- | ------ | -------- |
| Candidatura d'Unitat Popular         | 1552 | 51,41% | 7        |
| Esquerra Republicana de Catalunya    | 733  | 24,26% | 3        |
| Convergència i Unió                  | 389  | 12,84% | 2        |
| Partit dels Socialistes de Catalunya | 273  | 9,04%  | 1        |
| Vots en blanc                        | 74   | 2,45%  | --       |
| Vots nuls                            | 53   | 1,72%  | --       |

### Resultats de les eleccions municipals del 2011
El cens fou de 4 692 persones amb una participació del 64,09 % i una abstenció del 35,91. Els vots totals emesos foren 3 007.
| Candidatura                                   | Vots | % vots  | Regidors |
| --------------------------------------------- | ---- | ------- | -------- |
| Convergència i Unió (CIU)                     | 1001 | 34,00 % | 5        |
| Candidatura d'Unitat Popular (CUP-PA)         | 746  | 25,34 % | 4        |
| Esquerra Republicana de Catalunya (ERC-AM)    | 681  | 23,13 % | 3        |
| Partit dels Socialistes de Catalunya (PSC-CP) | 360  | 12,23 % | 1        |
| Vots en blanc                                 | 156  | 5,3 %   | --       |
| Vots nuls                                     | 63   | 2,1 %   | --       |

### Resultats consulta sobre la independència 13-D

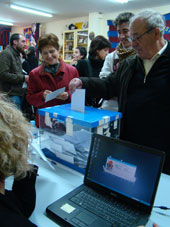
Instantània de la jornada del 13D a la Penya Blaugrana de Navàs.

| Consulta sobre la independència del 13 de setembre de 2009 | Consulta sobre la independència del 13 de setembre de 2009 | Consulta sobre la independència del 13 de setembre de 2009 | Consulta sobre la independència del 13 de setembre de 2009 | Consulta sobre la independència del 13 de setembre de 2009 |
| Opcions de vot                                             | Opcions de vot                                             | Vots                                                       | Percentatge                                                |                                                            |
| ---------------------------------------------------------- | ---------------------------------------------------------- | ---------------------------------------------------------- | ---------------------------------------------------------- | ---------------------------------------------------------- |
| Sí                                                         | Sí                                                         | 1386                                                       | 97,19                                                      |                                                            |
| No                                                         | No                                                         | 24                                                         | 1,68%                                                      |                                                            |
| Blanc                                                      | Blanc                                                      | 16                                                         | 1,12%                                                      |                                                            |
| Vots vàlids                                                | Vots vàlids                                                | 1426                                                       | 99,79%                                                     |                                                            |
| Vots invàlids                                              | Vots invàlids                                              | 3                                                          | 0,21%                                                      |                                                            |
| Vots totals                                                | Vots totals                                                | 1429                                                       | 100%                                                       |                                                            |
| Participació                                               | Participació                                               | 27,34%                                                     | 27,34%                                                     |                                                            |
| Electors                                                   | Electors                                                   | 5227                                                       | 5227                                                       |                                                            |
| Fonts:                                                     |                                                            |                                                            |                                                            |                                                            |

### Resultats de les Eleccions Municipals del 2007
Resultats municipals 2007 - Participació: 71,5%
| Candidatura | Candidatura                                                       | Vots | %Vots | Regidors |
| ----------- | ----------------------------------------------------------------- | ---- | ----- | -------- |
|             | Convergència i Unió (CiU)                                         | 1224 | 37,06 | 5        |
|             | Esquerra Republicana de Catalunya - Acord Municipal (ERC-AM)      | 893  | 27'04 | 4        |
|             | Més Navàs (+N)                                                    | 582  | 17,62 | 2        |
|             | Partit dels Socialistes de Catalunya - Progrés Municipal (PSC-PM) | 496  | 15,02 | 2        |
|             | vot en blanc                                                      | ?    | ?     | -        |